# NGC 4474
NGC 4474 (другие обозначения — UGC 7634, MCG 2-32-94, ZWG 70.127, VCC 1242, PGC 41241) — линзообразная галактика (S0) в созвездии Волосы Вероники.
Этот объект входит в число перечисленных в оригинальной редакции «Нового общего каталога».
Является быстровращающейся галактикой. Верхний предел массы сверхмассивной чёрной дыры в галактике составляет 7 миллионов масс Солнца.